# Ken Caryl
Ken Caryl ist ein Census-designated place im Jefferson County im US-Bundesstaat Colorado mit rund 32.400 Einwohnern (Stand: 2010).

## Geographie
Die geographischen Koordinaten sind 39° 35′ N, 105° 6′ W (39,579716, −105,103948). Die Fläche der Stadt beträgt 25,3 km², Gewässerflächen sind nicht vorhanden.

## Demographie
Zum Zeitpunkt des United States Census 2000 bewohnten Ken Caryl 30.887 Personen. Die Bevölkerungsdichte betrug 1223,1 Personen pro km². Es gab 11.045 Wohneinheiten, durchschnittlich 437,4 pro km². Die Bevölkerung Ken Caryls bestand zu 93,45 % aus Weißen, 0,71 % Schwarzen oder African American, 0,44 % Native American, 1,78 % Asian, 0,07 % Pacific Islander, 1,67 % gaben an, anderen Rassen anzugehören und 1,88 % nannten zwei oder mehr Rassen. 6,66 % der Bevölkerung erklärten, Hispanos oder Latinos jeglicher Rasse zu sein.
Die Bewohner Ken Caryls verteilten sich auf 10.911 Haushalte, von denen in 45,2 % Kinder unter 18 Jahren lebten. 64,3 % der Haushalte stellten Verheiratete, 8,7 % hatten einen weiblichen Haushaltsvorstand ohne Ehemann und 23,4 % bildeten keine Familien. 17,5 % der Haushalte bestanden aus Einzelpersonen und in 2,3 % aller Haushalte lebte jemand im Alter von 65 Jahren oder mehr alleine. Die durchschnittliche Haushaltsgröße betrug 2,82 und die durchschnittliche Familiengröße 3,23 Personen.
Die Bevölkerung verteilte sich auf 30,4 % Minderjährige, 6,9 % 18–24-Jährige, 35,4 % 25–44-Jährige, 23,1 % 45–64-Jährige und 4,2 % im Alter von 65 Jahren oder mehr. Das Durchschnittsalter betrug 34 Jahre. Auf jeweils 100 Frauen entfielen 98,5 Männer. Bei den über 18-Jährigen entfielen auf 100 Frauen 95,7 Männer.
Das mittlere Haushaltseinkommen in Ken Caryl betrug 70.052 US-Dollar und das mittlere Familieneinkommen erreichte die Höhe von 75.356 US-Dollar. Das Durchschnittseinkommen der Männer betrug 50.090 US-Dollar, gegenüber 36.173 US-Dollar bei den Frauen. Das Pro-Kopf-Einkommen in Ken Caryl war 27.931 US-Dollar. 2,9 % der Bevölkerung und 2,2 % der Familien hatten ein Einkommen unterhalb der Armutsgrenze, davon waren 4,2 % der Minderjährigen und 1,2 % der Altersgruppe 65 Jahre und mehr betroffen.